# Сьо (музичний інструмент)
Сьо (яп. 笙) — традиційний японський духовий музичний інструмент, що був завезений із Китаю в період Нара (710—794). Походить від китайського шена, але зазвичай трохи менший. Сьо складається зі 17 тонких бамбукових трубок, встановлених на чашоподібній металевій основі з мундштуком. Дві трубки глухі, хоча раніше їх використовували в окремих жанрах музики періоду Хейан.

## Особливості
Сьо має довжину до 45 см, а найкоротша його трубка досягає 17 см. Усього інструмент має 17 бамбукових трубок, що встановлені на чашоподібній металевій основі з мундштуком. Сьо своїм виглядом схожий на фенікс, тому дві глухі трубки, які не використовували з періоду Хейан, залишилися на своєму місці як естетичний елемент, створюючи два симетричних «крила». Як і китайський шен, настроюється каплею воску. Волога, зібрана в трубах, може заважати звучанню сьо, тому можна помітити як різні музиканти підігрівають інструмент над мангалом, щоб вирішити цю проблему. Це духовий інструмент, тому він працює за допомогою повітря, що вдихає та видихає музикант, що проходить повз бамбукові трубки. Сьо є одним із трьох дерев'яних музичних інструментів, що використовували гагаку в імператорському дворі в Японії. Традиційна техніка гри на інструменті передбачає використання кластерів, що називаються айтаке (яп. 合竹, あひたけ), які поступово змінюють один одного, створюючи акомпанемент до мелодії.
Сьо більшого розміру називається у та походить від китайського юй. Використовувався дуже різко, хоча деякі музиканти як Хіромі Йосіда почали відроджувати його наприкінці XX століття.

## У сучасній музиці
Уперше для сучасної японський музики сьо використала як сольний інструмент Маюмі Міята. Вона та інші спеціалісти на сучасній музиці використовують спеціально сконструйованих інструментів, у яких глухі труби замінили, що дає музикантам більш широкий діапазон тонів.
Починаючи зі середини XX-го століття, цілий ряд японських композиторів створили твори для сьо, як сольні, так і в поєднанні з іншими японськими та західними музичними інструментами. Найбільш відомі: Тосі Ітіянагі, Тору Такеміцу, Такасі Йосімаці, Дзо Конду, Макі Ісій, Дзоджі Юаса, Тосіо Хосокава, Мінору Мікі.
Перед смертю американський композитор Джон Кейдж (1912—1992) створив кілька творів для Міяти, після того, як познайомився з нею після літнього курса Дармштадті в 1990 році. До відомих музикантів, що грають на сьо, належать: Хідеакі Бунно (Японія), Тамамі Тоно (Японія), Хіромі Йосіда (Японія), Сі Ісікава (Японія), Ремі Міура (Японія), Манабе Наоюкі (Японія), Алессандра Урсо (США), Ренді Рейн-Ройч (Канада) і Сара Піблз (Канада). Піблс активно використовував сьо в імпровізаціях з електроакустичними інструментами у 1986—2016, включаючи музичний альбом «Delicate Paths–Music for Shō» (2014) з фотоессе, що присвячений цьому інструментові. Цей інструмент також вивчали відомі композитори XX-го століття як Бенджаміна Бріттена і Алан Ованес, останній з яких написав два твори для цього інструменту. Німецький композитор-авангардист Гельмут Лахенман використовували сьо в кульмінації опери «Das Mädchen mit den Schwefelhölzern». Отомо Йосіхіде, японський музикант-експериментатор, включав музику сьо до своїх пісень.
На широку публіку інструмент також був представлений німецьким музикантом Стефаном Мікес (альбоми «Implosions», «Life», «Ocean») і ірландською співачкою Бйорк (альбом «Drawing Restraint 9»).
2009 року Койті Ваката зіграв на сьо на МКС.